# Покровка (Волоконовский район)
Покровка — село в Волоконовском районе Белгородской области России. Административный центр Покровского сельского поселения.

## География
Село расположено в восточной части Белгородской области, в верховьях реки под названием Тихая Сосна (правый приток Дона), в 6,8 км по прямой к востоку от районного центра Волоконовки.

## Исторический очерк
В 1788 году помещик Евдоким Шидловский приобрёл несколько семейств крестьян в Московской губернии и часть у другого помещика в Тульской области, коими он населил хутор Покровский. Хутор или, как он стал называться, «сельцо» Покровское расположился по притоку реки под названием Тихая Сосна. В составе крестьян оказалось много староверов.
После революции 1917 года землю помещика поделили среди крестьян. В селе Покровке были образованы единоличные хозяйства, которые существовали до 1930 года. Существовали также товарищества по «совместной обработке земли» (СОЗ), в которые входили более зажиточные единоличные хозяйства.
В период коллективизации был образован колхоз «Выборжец», но он быстро распался. Затем был образован колхоз «Тихая Сосна».
В 1859 году — Бирюченского уезда «сельцо владельческое Покровское при реке Тихой Сосне» «по тракту на город Харьков» — 29 дворов.
В 1900 году — Бирюченского уезда Успенской волости сельцо Покровское (бывшее имение Николая Илиодоровича Шидловского) при реке Тихая Сосна - 75 дворов, 486 десятин земли. В селе — Покровская церковь, 2 общественных здания, мелочная и винная лавки.
С июля 1928 года «слобода Покровское» в Волоконовском районе — центр Покровского сельсовета (куда входили собственно слобода, поселки Красная нива, Назаркино и Турково, хутора Пыточное, Щепкин и совхоз Таврический).
В 1958 году в Покровском сельсовете Волоконовского района — село Покровка, слобода Успенка, посёлок Таврический и хутора Красная Нива, Красное Городище, Назаркин, Новоселовка, Пыточный, Турков и Щепкин.
В 1972 году Покровский сельсовет составляли села Алексеевка, Красное Городище, Лазурное, собственно Покровка, Успенка.
В 1997 году село Покровка в Волоконовском районе — центр Покровского сельского округа, включавшего села Красное Городище, Лазурное, собственно Покровку, Успенку, хутора Красная Нива, Пыточный и Щепкин.
В 2006 году село Покровка — центр Покровского сельского поселения (5 сел и 2 хутора) Волоконовского района.

## Население
В 1859 году в сельце Покровском было 614 жителей (299 мужчин, 315 женщин).
В 1900 году в сельце Покровском было 732 жителя (357 мужчин, 375 женщин).
На 1 января 1932 года в слободе Покровском 1063 жителя.
По данным переписей населения в селе Покровке на 17 января 1979 года 593 жителя, на 1 января 1989 года — 866 (409 мужчин, 457 женщин), на 1 января 1994 года — 952 жителей и 284 хозяйства.
В 1997 году — 294 двора, 926 жителей.
| 1859 | 1897 | 2002 | 2010 |
| ---- | ---- | ---- | ---- |
| 614  | ↗647 | ↗918 | ↘915 |

## Инфраструктура
По состоянию на 1995 год в селе Покровском имелись: АОЗТ «Победа» (свиноводство), медпункт, Дом культуры, библиотека, средняя школа.

## Достопримечательности
В сельской школе располагается историко-краеведческий музей, один из лучших в районе, среди его экспонатов — папка «Краткий очерк истории села Покровка».

## Уроженцы Герои Советского Союза
- Ветчинкин Кузьма Фёдорович (1912—1986) — Герой Советского Союза (1941), участник Великой Отечественной войны, полковник пограничных войск КГБ СССР.

## Внешние ссылки
- История возникновения и развития села Покровка Волоконовского района Белгородской области. Дипломная работа Маркович Э.М.